# Kecskeméti Közlöny (napilap)
A Kecskeméti Közlöny egy 20. századi magyar politikai napilap volt. 1921. január 1. és 1944. augusztus 9. között (más forrás szerint 1919 és 1943 között) jelent meg Kecskeméten, hétfő kivételével minden nap. 

## Története
A lapot Balásfalvi Kiss Endre alapította, aki 1919-ben Horthy környezetéből tért vissza Kecskemétre.  A Tanácsköztársaság bukása illetve a román csapatok távozása után, 1919 augusztus közepén, engedélyt kapott politikai napilap alapítására. Kiss Endre ekkor a Kecskeméti Lapok papírkészletét elkobozta és megindította a Kecskeméti Közlönyt, amelynek 1925-ig főszerkesztője is volt. A Kecskeméti Közlöny megjelenésétől kezdve antiszemita programot hirdetett és  a Horthy-korszak meghatározó napilapjává vált.
Miután Kiss Endrétől megszerezte a lap tulajdonjogát, 1925. augusztus 1-jétől Horváth Ödön lett a felelős kiadó és főszerkesztő. (Balásfalvi Kiss Endre 1934 és 1938 között Kecskemét polgármestereként dolgozott.)